# Rambler (Racine)
Rambler is een historisch merk van motorfietsen.
De bedrijfsnaam was Jefferey & Gormeley Motorcycles, Racine (Wisconsin).
Rambler was een Amerikaans merk dat in 1903 werd opgericht en 4 pk eencilinders en 6 pk V-twins bouwde. Tussen 1911 en 1915 stopte de productie van motorfietsen. De motorblokken van Rambler werden gemaakt bij AMC in Aurora.
AMC maakte aanvankelijk de motoren voor het merk Indian. De overproductie mocht men verkopen, maar niet onder eigen naam. Daardoor ontstond het merk Thor, maar ook een aantal kloons, zoals Reading Standard, Merkel, Apache, Racycle, Manson, Rambler en later Sears en Torpedo.